# Eiger-Nordwand
Eiger-Nordwand — річковий контейнеровоз (самохідна баржа), яка належить нідерландській компанії Danser Group. Став першим у світі контейнеровозом з енергетичною установкою, яка була модернізована для використання зрідженого природного газу. Переобладнаний у 2014-му, він випередив на три роки конверсію першого морського судна такого призначення Wes Amelie.
Споруджені в 2000 році на нідерландській верфі Dolderman у Дордрехті (початковий етап виконано на сербській верфі в Белграді), баржі Eiger та Nordwand первісно мала місткість 247 та 144 TEU відповідно. У 2003-му їх об'єднали в постійну комбінацію Eiger-Nordwand із місткістю 342 TEU.
В липні 2014 компанія DCL Barge BV завершила конверсію енергетичної установки під застосування ЗПГ, встановивши два двопаливні двигуна Wärtsilä 6L20DF. Це дозволить досягти суттєвого зменшення викидів шкідливих речовин, зокрема, оксидів азоту на 80 % та діоксиду вуглецю на 20 %.
Eiger-Nordwand призначене для виконання рейсів по Рейну між Роттердамом (Нідерланди) та Антверпеном (Бельгія) і Базелем (Швейцарія).